# La Veneno

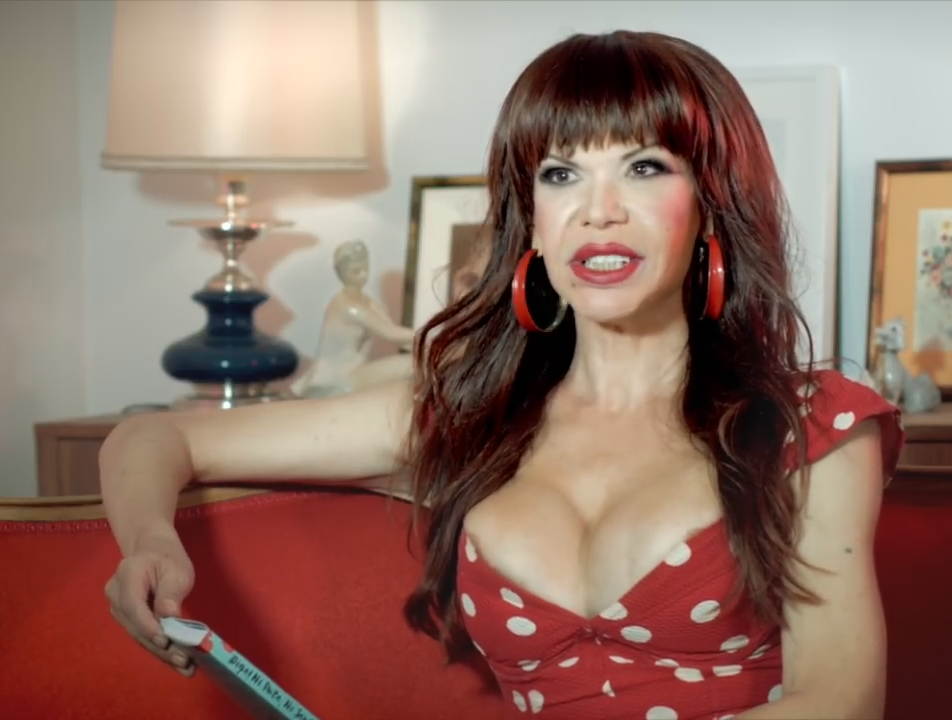
La Veneno bei einem Interview 2016

Cristina Ortiz Rodríguez (* 19. März 1964 in Adra; † 9. November 2016 in Madrid), besser bekannt unter ihrem Künstlernamen La Veneno (Esperanto: Das Gift), war eine spanische Fernsehpersönlichkeit und Varietédarstellerin. Sie wurde zunächst durch regelmäßige Gastauftritte in der Late-Night-Show Esta noche cruzamos el Mississippi auf Telecinco bekannt, ihr Durchbruch kam durch ein Interview in derselben Sendung zustande, das eine Journalistin mit ihr in einem Park in Madrid führte, welches aufgrund ihrer eigensinnigen Antworten in Spanien schnell hohe Aufmerksamkeit erhielt. Nachdem La Veneno eine erfolgreiche Karriere im Fernsehen und Varieté durchlebt hatte, kam diese zum Erliegen, als sie 2003 zu einer dreijährigen Gefängnisstrafe verurteilt wurde. Nach ihrer Entlassung war sie hauptsächlich in Boulevard-Talkshows zu sehen und konnte erst durch die Veröffentlichung ihrer Autobiografie kurz vor ihrem Tod 2016 wieder an frühere Erfolge anknüpfen. 2021 wurde die Serie Veneno über ihr Leben veröffentlicht.
Wegen ihrer hohen Medienpräsenz galt La Veneno als eine der berühmtesten trans Frauen in Spanien und eine der ersten, die die Sichtbarkeit von trans Personen im Land erhöhte. Aus diesem Grund wird sie auch nach ihrem Tod vor allem in ihrem Heimatland und im lateinamerikanischen Raum als wichtige Figur der LGBT-Gemeinschaft betrachtet.

## Frühe Jahre
Rodríguez wurde 1964 in der Gemeinde Adra in Andalusien geboren, wo sie zusammen mit ihren Eltern und sechs Geschwistern aufwuchs. Rodríguez merkte bereits als Kind, dass sie sich dem ihr bei der Geburt zugewiesenen männlichen Geschlecht nicht zugehörig fühlte. Aus diesem Grund trat sie feminin auf, weswegen sie laut eigener Aussage sowohl von Familienmitgliedern als auch Nachbarn oft verbal und körperlich angegriffen wurde. Sie genoss allerdings eine gewisse Popularität in ihrem Heimatort, weil sie selbst Kleidung entwarf und sie in einer Art Modenschauen präsentierte, die von vielen Bewohnern positiv aufgenommen wurden. Im Alter von 13 Jahren brach sie die Schule ab und verdiente Geld durch Bohnenpflücken. Nach zwei Jahren wurde sie von ihrer Familie des Hauses verwiesen und ging nach einer Zwischenstation in San Pedro de Alcántara nach Torremolinos, wo sie Arbeit als Kellnerin und Model fand, obwohl sie damals kaum lesen und schreiben konnte.
Mit 18 Jahren absolvierte Rodríguez in Granada eine Ausbildung zur Friseurin, 1989 wurde sie bei einem Schönheitswettbewerb zum Míster Andalucía ernannt. 1990 lernte Rodríguez Paca La Piraña kennen, die in ihrem späteren Leben zu ihren engsten Vertrauten zählte und Rodríguez davon überzeugte, als Drag-Darstellerin aufzutreten. Ein Jahr darauf zog Rodríguez nach Madrid und wurde in einer Krankenhausküche angestellt. Im selben Jahr hatte Rodríguez, als sie sich in der Öffentlichkeit noch männlich präsentierte und ihren Geburtsnamen verwendete, ihren ersten Fernsehauftritt. Sie wurde von der Kandidatin in der Telecinco-Flirtsendung Vivan los novios (ähnlich dem deutschen Herzblatt) ausgewählt; die beiden erhielten als Preis eine Reise nach Thailand. Als sie dort mehreren trans Personen begegnete, erkannte Rodríguez schließlich, selbst eine trans Frau zu sein.
Kurz nachdem Rodríguez 1992 nach Spanien zurückgekehrt war, unterzog sie sich einer geschlechtsangleichenden Maßnahme. Als sie wenig später von ihrer Arbeit in der Klinik entlassen wurde, entschloss sie sich, ihren Lebensunterhalt mit Prostitution zu verdienen. Sie war auf der Suche nach Freiern sowohl im Stadtpark Parque del Oeste als auch in der Paseo del Pintor Rosales unterwegs, einer Innerortsstraße in Argüelles. Als Pseudonym verwendete sie zunächst den Namen Tania, später nannte sie sich nach einer verstorbenen Kollegin Cristina, den Namen verwendete sie auch in ihrem Privatleben als Vornamen. Nachdem Rodríguez eines Tages von La Piraña scherzhaft La Veneno, also Gift, genannt wurde, benutzte sie diese Bezeichnung fortan als Namen bei ihrer Arbeit als Prostituierte, weil sie ihr selbst gefiel.
Ihren ersten bekannten Fernsehauftritt nach ihrer Transition hatte Rodríguez 1994 in einer Reportage von RTVE. Darin ging es um die AIDS-Pandemie. Rodríguez erklärte dem Reporter im Parque del Oeste ihre Ansichten zur Prophylaxe und schilderte ihre eigenen Erfahrungen mit der Krankheit, da viele Personen in ihrem Bekanntenkreis dieser zum Opfer gefallen seien. Bereits in diesem Beitrag redete Rodríguez auf eine sehr direkte Art und Weise, die später zu ihrer Bekanntheit beitrug.

## Karriere

### Durchbruch im Fernsehen
Im April 1996 sollte die Journalistin Faela Sainz, Mitarbeiterin bei Esta noche cruzamos el Mississippi, einer auf Telecinco ausgestrahlten Late-Night-Show, einen nächtlichen Reportage-Beitrag drehen. Weil sie spontan von einem eigentlich bereits fest eingeplanten Dreh abberufen wurde und sich daher nicht vorbereiten konnte, wusste sie nicht, welches Thema sie behandeln sollte. Schließlich kam ihr die Idee, in den Parque del Oeste zu fahren, weil sie bereits in der Vergangenheit dort Interviewpartner gefunden hatte. Dort angekommen fiel ihr eine groß gewachsene Frau auf, die selbstgenähte Kleidung trug. Als Sainz sie ansprach, stellte sich die Frau als La Veneno vor und antwortete mit einem höchst eigenen Humor auf Sainz’ Fragen, so erwiderte sie, als Sainz ihr Geschlecht wissen wollte, mit den Worten Meine Liebe, ich bin eine Sultanin, eine Maurin, eine Indianerin, wie Pocahontas. Das Interview wurde noch in der Nacht der Ausstrahlung und den darauffolgenden Tagen landesweit bekannt, aufgrund der positiven Resonanz der Zuschauer, denen La Venenos Persönlichkeit gefiel, bot Pepe Navarro, der Moderator der Sendung, ihr an, als feste Gesprächsteilnehmerin in der Show aufzutreten. Nachdem sie zusagte, stiegen die Einschaltquoten der Sendung, wodurch La Veneno bald einem Millionenpublikum ein Begriff war.
La Veneno sorgte dank ihrer Berühmtheit auch für eine vermehrte Sichtbarkeit mehrerer Gruppen im Land, die bis dahin in den Medien so gut wie gar nicht repräsentiert worden waren. So redete sie in den Talkshows, in die sie eingeladen wurde, regelmäßig äußerst offen über ihre Erfahrungen als Prostituierte, die Homophobie, mit denen sie in ihrer Kindheit und Jugend konfrontiert wurde, sowie die gegen sie gerichtete Transphobie in der Gegenwart. La Veneno entwickelte sich deswegen in kurzer Zeit zu einem Vorbild vor allem für die trans Gemeinde im Land, weswegen sie in der spanischen LGBT-Gemeinschaft eine große Popularität genoss.
Im Juli 1997 endete Esta noche cruzamos el Mississippi wegen einer umstrittenen Berichterstattung zum Fall der Alcàsser-Mädchen. Daraufhin moderierte Navarro ab dem 15. September eine andere Late-Night-Sendung auf Antena 3 mit dem Titel La sonrisa del pelícano. Diese war ähnlich wie ihr Vorgänger aufgebaut, auch war La Veneno erneut regelmäßig als Gesprächspartnerin eingeladen, die Sendung erreichte mit durchschnittlich knapp zwei Millionen Zuschauenden pro Folge ebenfalls vergleichsweise hohe Quoten, obgleich diese deutlich niedriger als die von Esta noche cruzamos el Mississippi waren. Am 2. Dezember wurde La sonrisa del pelícano vier Stunden vor Ausstrahlung abgesetzt, da sie gegen den Ethik-Kodex des Senders verstoße.

### Weitere Projekte
Nach ihrem Durchbruch in Esta noche cruzamos el Mississippi begann La Veneno, als Vedette (in spanischsprachigen Ländern verbreitete Bezeichnung für eine Varieté-Hauptdarstellerin) durch ganz Spanien auf Tournee zu gehen. Aufgrund ihrer großen Popularität wurde sie zudem als Vedette in frequentierten Nachtclubs und auf Festivals engagiert. Bei ihren Auftritten lernte sie mehrere Prominente wie Ricky Martin persönlich kennen und fungierte in einer weiteren Nebentätigkeit als Model für den spanischen Designer Antonio Alvarado.
1996 veröffentlichte La Veneno eine Schallplatte mit dem Titel Veneno pa tu piel. Diese beinhaltete neben dem Titellied den Rap El rap de La Veneno. In Veneno pa tu piel geht es um einen Mann, mit dem La Veneno eine Beziehung führt, zu der er sich nicht bekennen will und in seiner Liebe zu ihr wegen ihrer Transidentität gespalten ist. La Veneno fordert ihn im Text auf, zu ihrer Beziehung zu stehen und ihr offen zu sagen, welche Gefühle er für sie empfindet. El rap de La Veneno ist ein House-Lied, bei dem La Veneno einen improvisierten Rap vortrug, der aus einigen ihrer bekanntesten Zitate bestand. In den spanischen Charts konnte sich Veneno pa tu piel auf dem neunten Platz positionieren, die Single wurde gut 50.000 Mal verkauft, wofür La Veneno eine goldene Schallplatte erhielt.
Ende der 1990er Jahre wurde erstmals eine Filmbiografie über La Veneno geplant, allerdings entwickelte sich aus diesem Vorhaben letztlich nichts. Als Schauspielerin wirkte sie dafür 1997 in sechs Folgen der kurzlebigen Antena-3-Comedyserie En plena forma mit. Sie verkörperte in einer wiederkehrenden Nebenrolle eine Trainerin im Fitnessstudio der von Alfredo Landa gespielten Hauptfigur. Nach dem Ende von La sonrisa del pelícano begab sich La Veneno für eine kurze Zeit nach Buenos Aires. Dort war sie regelmäßig in der nach der Moderatorin benannten Talkshow Susana Giménez auf Telefe als Gesprächsteilnehmerin und Vedette zu sehen. Von 2001 bis 2003 war La Veneno regelmäßig zu Gast in der Late-Night-Show Crónicas marcianas auf Telecinco.

## Gefängnisstrafe und Comeback
Im April 2003 wurde Rodríguez von ihrem damaligen Lebensgefährten bei der Polizei angezeigt. Sie soll ihre gemeinsame Wohnung absichtlich in Brand gesteckt haben, um an die Versicherungssumme zu gelangen. Rodríguez kam wegen Brandstiftung und Versicherungsbetrug vor Gericht, das sie schuldig sprach und zu drei Jahren Haft verurteilte. Diese saß sie in einem Männergefängnis ab, weil sich in Spanien zur damaligen Zeit die Haftunterbringung von trans Personen nach ihrem Geburtsgeschlecht richtete. 2021 gestand Rodríguez’ ehemaliger Lebenspartner in einem Interview, die Wohnung selbst angezündet zu haben, weil Rodríguez ihm nichts von ihrem Vermögen abgegeben hatte.
Nach ihrer Haftentlassung litt Rodríguez unter gesundheitlichen Problemen, vor allem an starkem Übergewicht. Sie zog von Madrid nach Valencia, wo sie sich eine Wohnung mit La Piraña teilte. Rodríguez trat bald wieder im Fernsehen in Erscheinung, weil sie bereits kurz nach ihrer Haftentlassung über ihre Zeit im Gefängnis interviewt worden war. Sie behauptete, von den Wachleuten sowie anderen Häftlingen körperlich, seelisch und sexuell misshandelt worden zu sein. Die Strafvollzugsanstalt stellte deswegen bei der Staatsanwaltschaft von Madrid den Antrag, Rodríguez wegen übler Nachrede oder Verleumdung anzuklagen, wozu es aber nicht kam.
La Veneno konnte zunächst nicht mehr an ihre früheren Erfolge anknüpfen und verdiente ihren Lebensunterhalt durch sporadische Auftritte in Boulevard-Talkshows, beispielsweise ¿Dónde estás corazón? auf Antena 3. In einer Ausgabe im Oktober 2010 wurde sie aufgefordert, an Gewicht zu verlieren, infolgedessen gab sie 2011 bekannt, 35 Kilogramm abgenommen zu haben. Danach litt sie an einer Bulimie. Zudem hätten sich ihre Depressionen und ihre Angststörung, die seit ihrer Jugend bestanden, durch die Ausrichtung der Presse auf ihr Gewicht verschlimmert. 2013 verkündete sie in einer Ausgabe von Sálvame Deluxe auf Telecinco, dass sich ihr gesundheitlicher Zustand verbessert habe, in derselben Folge stellte sie der Öffentlichkeit erstmals ihren Lebenspartner vor, mit dem sie wieder in Madrid lebte; sie plane auch, in absehbarer Zeit eine Autobiografie zu veröffentlichen. Eigentlich sollte diese Autobiografie bereits im Jahr 2007 erscheinen, allerdings sei keiner der angefragten Verlage interessiert gewesen. Einige Monate später wurde La Veneno von ihrem Partner verlassen, der nach ihren Angaben ihre Ersparnisse in Höhe von 60.000 Euro entwendete, weswegen ihr zum Bestreiten des Lebensunterhalts lediglich eine beitragsfreie Rente in Höhe von monatlich 300 Euro blieb. Schließlich wurde La Veneno als Vedette in der Varieté-Gruppe Que trabaje Rita engagiert, mit der sie Ende 2013 bis Anfang 2014 auf einer landesweiten Tour durch Spanien reiste.
Als La Veneno in einem Interview 2016 mit La Vanguardia nach dem Grund für ihre zweite Gefängnisstrafe im Jahr 2014 gefragt wurde, erklärte sie, von einem Staatsanwalt mit einer Verdächtigen in einem Kriminalfall verwechselt worden zu sein. Der Staatsanwalt hatte Fluchtgefahr befürchtet und Rodríguez inhaftieren lassen. Im Gegensatz zu ihrer ersten Gefängnisstrafe sei die zweite aber sogar angenehm gewesen, weil sie diesmal in einer Haftanstalt für Frauen einsaß und ihre Mithäftlinge mit Tanzvorstellungen unterhalten habe, bis die Verwechslung bemerkt und sie nach acht Monaten entlassen wurde.

## Letztes Lebensjahr

### Autobiografie
Am 3. Oktober 2016 kam La Venenos Autobiografie ¡Digo! ni puta ni santa: Las memorias de La Veneno heraus, die von der Journalistin Valeria Vegas geschrieben wurde. Vegas hatte La Veneno 2006 im Alter von 21 Jahren persönlich aufgesucht, da sie ihr wegen ihrer eigenen Transidentität ein Vorbild war und Vegas mehr über sie erfahren wollte. Die beiden freundeten sich schließlich miteinander an, Vegas beschloss, ein Buch über La Venenos Leben zu verfassen, um sie in Spanien wieder bekannter zu machen, nachdem der Höhepunkt ihrer Karriere laut Vegas bereits 1998 überschritten war.
La Veneno und Vegas kontaktierten mehrere Verlage, die aber erneut kein Interesse am Buch zeigten. Deswegen veröffentlichten sie die Biografie schließlich per Selbstpublikation auf der Webseite Bigcartel. Diese Exemplare waren bereits nach wenigen Tagen ausverkauft, weswegen weitere Auflagen produziert wurden. Durch das Buch erlangte La Veneno in Spanien tatsächlich erneut Bekanntheit. Nachdem es erschienen war, wurde sie in mehreren Publikationen sowie Fernsehsendungen interviewt und erhielt zudem durch Lesereisen und ihren Anteil am Verkaufserlös wieder ein festes Einkommen.
Nach La Venenos Tod und den drei ersten ausverkauften Ausgaben wurde im Dezember 2016 eine vierte, ebenfalls erfolgreiche Auflage von ¡Digo! ni puta ni santa: Las memorias de La Veneno veröffentlicht. Es war eine Spezialausgabe des Buchs, die einen von Vegas verfassten Nachruf auf La Veneno, Zeichnungen mehrerer Künstler zu Ehren der Verstorbenen sowie unveröffentlichte Fotos von La Veneno erhielt, die für die vorherigen Auflagen nicht verwendet worden waren.

### Todesumstände
Am 5. November 2016 wurde Rodríguez von ihrem Lebenspartner in ihrer gemeinsamen Wohnung halb bewusstlos im Wohnzimmer liegend aufgefunden. Sie hatte eine stark blutende, tiefe Kopfwunde und mehrere Hämatome am restlichen Körper, zudem fanden sich im Badezimmer Blutspuren. Rodríguez wurde ins Hospital Universitario La Paz eingeliefert, wo ein Schädel-Hirn-Trauma diagnostiziert wurde, das ein Hirnödem verursachte. Daraufhin wurde Rodríguez notoperiert und anschließend in ein künstliches Koma versetzt. Vier Tage später starb sie an einem Multiorganversagen; aus dem Koma war sie nicht mehr aufgewacht.
Während Rodríguez auf der Intensivstation lag, kam in ihrer Familie der Verdacht auf, dass ihre Verletzungen wahrscheinlich nicht von einem Unfall herrührten. Rodríguez sollte nach ihrer Ansicht zum Schweigen gebracht werden, weil sie in ihrer Autobiografie etliche ihrer früheren Freier als einflussreiche Persönlichkeiten Spaniens beschrieben hatte, ohne dabei konkrete Namen zu nennen. Rodríguez selbst hatte in einem Interview mit La Vanguardia erklärt, mehrere Medien hätten ihr viel Geld für die Nennung ihrer ehemaligen Liebhaber geboten, was sie jedoch abgelehnt habe, da sie sonst nicht mehr lange leben würde. Bei ihrem letzten Fernsehauftritt in Sábado Deluxe am 14. Oktober hatte sie ihre Behauptung, Morddrohungen aufgrund der Veröffentlichung ihrer Autobiografie erhalten zu haben, wiederholt, weswegen sie eingeladen wurde, sich in der gleichen Sendung am 9. November einem Lügendetektor-Test zu unterziehen.
Nach ihrem Tod ging die Polizei von einem Unfall oder Suizid aus, da ihr Lebensgefährte aussagte, sie neben einer leeren Flasche Whisky oder Rum sowie einer Schachtel Tabletten gegen ihre Angststörung gefunden zu haben. Rodríguez’ Leiche wurde einen Tag nach ihrem Ableben in der Rechtsmedizin des Instituto Anatómico Forense in Madrid obduziert. Die Autopsie kam zum Ergebnis, dass Rodríguez versehentlich gestürzt war und sich den Kopf an der Badewanne aufschlug, was durch hohe Mengen Alprazolam und Alkohol, die in ihrem Blut gefunden wurden, begünstigt wurde. Rodríguez’ für den 12. November geplante Beerdigung in ihrer alten Heimatstadt Adra wurde per Gerichtsbeschluss verschoben, weil eine zweite Autopsie im Institut durchgeführt werden sollte, die allerdings zum selben Ergebnis kam. Schließlich erhielt Rodríguez am 21. Dezember in Adra eine Feuerbestattung, wozu nicht alle Familienmitglieder ihr Einverständnis gaben, sondern auf eine dritte Autopsie hofften. Allerdings konnte die Familie nicht mehr für die Aufbewahrungskosten der Leiche in der Rechtsmedizin aufkommen. Die Asche wurde auf Wunsch der Verstorbenen im Parque del Oeste verstreut.
Im Oktober 2017 gab Rodríguez’ Schwester Mari Pepa Ortiz bekannt, den Fall wegen Ungereimtheiten neu aufrollen lassen zu wollen. Die Hämatome an Rodríguez’ Körper seien im Autopsie-Bericht nicht erwähnt worden, obwohl Leichenfotos diese belegten; auch wurde ihre Kleidung nicht auf DNA- oder sonstige Spuren untersucht. Zudem sei ignoriert worden, dass Rodríguez kurz vor ihrem Tod nach von Nachbarn beobachteten heftigen Auseinandersetzungen mit ihrem Lebensgefährten mehrmals eine Hotline für Opfer von häuslicher Gewalt anrief. Dies war nicht der erste Vorfall, bereits im Jahr 2015 erlitt Rodríguez laut ihrer Anamnese durch einen Baseballschläger zugefügte Gesichtsverletzungen, ihre Schwester berichtete von weiteren physischen und psychischen Gewalttaten, die Rodríguez’ Lebenspartner an ihr verübt haben soll.
Ortiz holte sich für ihr Vorhaben die Unterstützung des in Spanien renommierten Arztes und Pathologen Luis Frontela. Obwohl er in seinem Bericht zum Schluss kam, dass Rodríguez wahrscheinlich getötet wurde, lehnte ein Berufungsgericht in Madrid eine Wiederaufnahme des Falls im Januar 2019 ab, Ortiz kündigte allerdings an, dagegen in Berufung zu gehen. Obgleich mehrere Kriminologen und Ermittler Anfang 2021 öffentlich Interesse bekundeten, die Todesumstände genauer untersuchen zu wollen, erklärte die Staatsanwaltschaft von Madrid im Februar, sie werde den Fall nicht wieder aufrollen.
Am 29. März 2024 äußerte sich Ortiz’ letzter Lebenspartner Alin Bogdan in der Dokumentar-Fernsehserie Equipo de investigación erstmals öffentlich zu ihrem Tod. Bogdan nannte ein ihm vorgelegtes Schreiben, in dem sie die Madrider Polizei um Hilfe bat, da ihr Partner sie umbringen wolle, weswegen sie sich bereits an die Cuerpo Nacional de Policía gewandt habe, einen Scherz. Als Ursache für die Verletzungen der Verstorbenen gab er unter anderem mehrere durch einen niedrigen Blutdruck bedingte Stürze an. Zudem widersprach er Anschuldigungen einer Freundin von Ortiz’, wonach er sich ständig mit seiner Lebensgefährtin gestritten und sie in die Alkohol- sowie Drogenabhängigkeit getrieben habe. Bogdan behauptete stattdessen, dass sich die Frau mit Ortiz eine heftige körperliche Auseinandersetzung lieferte. Zudem habe er seine frühere Wohnung aufgegeben, nachdem er vom Anwalt der Familie Ortiz mit dem Tod bedroht worden sei.

## Würdigungen

### Erstes Gedenken

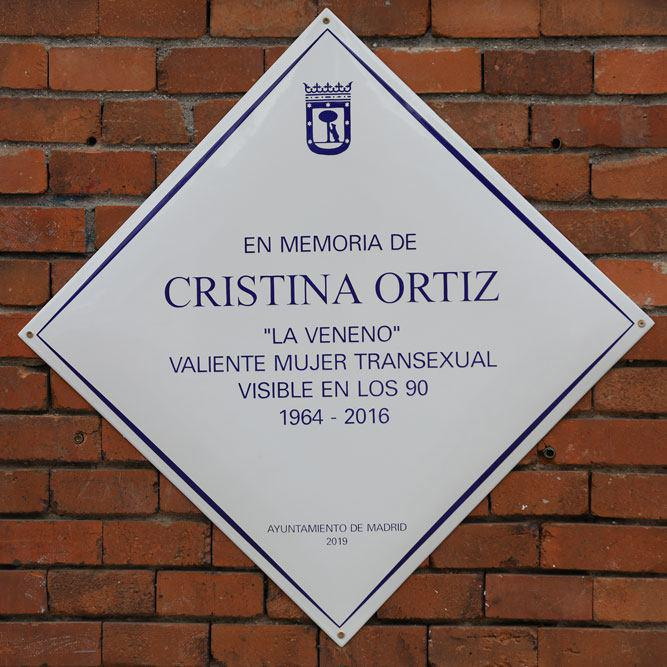
Gedenktafel zu Ehren von La Veneno im Stadtpark Parque del Oeste von Madrid

Am 9. November 2017, La Venenos erstem Todestag, fand im Chueca, einem Lesben- und Schwulenviertel in Madrid, eine Gedenkveranstaltung zu Ehren der Verstorbenen statt, bei der aus ihrer Autobiografie gelesen und mit Kerzen ein V gebildet wurde. Am selben Tag kündigte die städtische LGBT-Organisation Acrópoli an, eine Unterschriftensammlung mit dem Ziel zu starten, eine Straße in Madrid nach La Veneno zu benennen. Ihr Name sollte die zweier Psychiater ersetzen, die von den 1950er bis 1970er Jahren im Zuge von Konversionstherapien Homosexuelle und trans Personen Elektroschock-Therapien und Lobotomien unterzogen.
Der Stadtrat verkündete ebenfalls am 9. November 2017, eine Gedenktafel für La Veneno anfertigen zu lassen. Diese wurde am 8. April 2019 im Parque del Oeste enthüllt und nach einer Woche von Unbekannten entwendet, eine neue Plakette wurde zunächst nicht angebracht. Der Stadtrat von Madrid begründete dies mit der Gefahr von wiederholtem Vandalismus und den damit verbundenen Kosten für Neuanschaffungen im Falle erneuter Diebstähle.

### Fernsehserie
Am 29. März 2020 erschien die erste Folge der Fernsehserie Veneno auf dem zur spanischen Mediengruppe Atresmedia gehörenden Streamingdienst Atresplayer Premium. Sie erzählt als Rahmenhandlung, wie sich Valeria Vegas und La Veneno kennen lernten. Durch ihre gemeinsamen Gespräche wird La Venenos Leben von ihrer Kindheit bis zu ihren Treffen mit Vegas geschildert, zudem erfahren die Zuschauenden auch, wie Vegas dank ihrer Begegnungen mit La Veneno lernte, selbstbewusst mit ihrer eigenen geschlechtlichen Identität umzugehen.
Veneno erreichte die bis dahin höchsten Einschaltquoten für eine Serie des Streamingdienstes, dessen Abonnentenzahlen sich nach der Veröffentlichung um 42 Prozent erhöhten. Aufgrund des großen Erfolgs der Serie bei Zuschauern und Rezensenten sowie des dadurch neu erweckten öffentlichen Interesses an La Veneno kündigte der Madrider Stadtrat Anfang Oktober an, dass die gestohlene Plakette durch eine neue ersetzt wird, weil etliche Personen dies forderten. Die neue Gedenktafel befindet sich seit dem vierten Dezember an alter Stelle. Zudem kündigte die Gleichstellungsministerin Irene Montero im Zuge der Ausstrahlung an, ein Referendum in die Wege zu leiten, um ein Gesetz zu verabschieden, das trans Personen die rechtliche Änderung ihres Namens und Geschlechts erleichtern soll.
Die zweite Gedenktafel wurde seit der Enthüllung ebenfalls mehrmals mutwillig beschädigt und durch neue Exemplare ersetzt, zuletzt Ende Januar 2024. Deswegen beschloss der Stadtrat von Madrid, sie mit einer transparenten Folie zu umhüllen, um die Schäden möglicher weiterer Vandalismusvorfälle einzudämmen.

### Drag Race
In der ersten Staffel von Drag Race España, dem spanischen Ableger von RuPaul’s Drag Race, war das Thema der Laufsteg-Präsentation einer Folge Tributo a La Veneno. Die Teilnehmerinnen mussten Kleidung mit Bezug auf La Veneno designen. Die Kleider wurden unter anderem von La Piraña bewertet, die  Gastjurorin war. Am Ende der Episode traten die beiden schlechtesten Kandidatinnen wie bei Drag Race üblich in einem Lipsync-Gesangsduell gegeneinander an. Bei dem Lied handelte es sich um Veneno pa tu piel. In der zweiten Staffel des kanadischen Ablegers Canada’s Drag Race imitierte die Kandidatin Icesis Couture La Veneno beim Snatch Game. Während des Improvisationsspiels müssen die Teilnehmerinnen in der Rolle der von ihnen dargestellten Person Fragen beantworten. Zudem gab es in der achten Staffel von RuPaul’s Drag Race All Stars, einem Ableger für ehemalige Drag Race-Teilnehmerinnen, eine weitere Anspielung auf die spanische Künstlerin. Die Kandidatin Jessica Wild trug in einer Episode beim Lipsync ein Outfit in deren Stil.